# 岸辺のふたり
『岸辺のふたり』（きしべのふたり、Father and Daughter）は、イギリスとオランダで製作された8分間のアニメーション映画。2000年公開。マイケル・デュドク・ドゥ・ヴィット監督作品。

## あらすじ
父親と娘は、それぞれに自転車に乗って岸辺の堤の道を走る。やがて、糸杉のそばで二人は自転車から降り、父親は幼い娘に別れを告げ、堤から川に下りていき、別れを惜しみながら手漕ぎボートに乗って去っていく。オランダの広大な風景が四季を通じて生きているように、少女も四季を通じて生きている。岸辺を自転車で走りながら、少女は大きくなり、彼女は若い女性になり、家族を持ち、やがて年を重ねるが、彼女の心の中には常に父親への深い憧れがある。
映画の最後に至って、老婆になった娘は、岸辺で壊れて砂に埋まったボートを発見する。夢の中の出来事の続きなのか、あるいは死後の世界で、彼らは再会する。 

## 受賞歴
この作品は20の賞とノミネーションを1回受けている。ドゥ・ヴィット監督の作品の中で最も高評価を受けている。
- 2001年 アカデミー賞短編アニメ賞受賞[3]
- 2001年 英国アカデミー賞短編アニメーション賞受賞[4]
- 2002年 ザグレブ国際アニメーションフェスティバル大賞を受賞[5]
- 2002年 広島国際アニメーションフェスティバルグランプリ、観客賞受賞